# Жоель Епалль
Жоель Д'юдонн Мартен Епалль Невака (фр. Joël Dieudonné Martin Epalle Newaka, нар. 20 лютого 1978, Яунде, Камерун) — камерунський футболіст, що грав на позиції півзахисника. Виступав за національну збірну Камеруну.

## Клубна кар'єра
Вихованець футбольної школи клубу «Юніон Дуала». Дорослу футбольну кар'єру розпочав 1996 року в основній команді того ж клубу, в якій провів один сезон.
Згодом з 1998 по 2003 рік грав у складі команд клубів «Етнікос» (Пірей), «Панахаїкі» та «Аріс».
Своєю грою за останню команду привернув увагу представників тренерського штабу клубу «Панатінаїкос», до складу якого приєднався 2003 року. Відіграв за клуб з Афін наступний сезон своєї ігрової кар'єри.
2004 року уклав контракт з клубом «Іракліс», у складі якого провів наступні два роки своєї кар'єри гравця. Більшість часу, проведеного у складі «Іракліса», був основним гравцем команди. У складі «Іракліса» був одним з головних бомбардирів команди.
З 2007 року три сезони захищав кольори команди клубу «Бохум». Граючи у складі «Бохума» також здебільшого виходив на поле в основному складі команди.
Протягом 2010—2011 років захищав кольори клубів «Баку» та «Іракліс».
Завершив професійну ігрову кар'єру в клубі «Саравак», за команду якого виступав протягом 2012 року.

## Виступи за збірну
1995 року дебютував в офіційних матчах у складі національної збірної Камеруну. Протягом кар'єри у національній команді, яка тривала 14 років, провів у формі головної команди країни 32 матчі, забивши 2 голи.
У складі збірної був учасником розіграшу Кубка конфедерацій 2001 року в Японії та Південній Кореї, чемпіонату світу 2002 року в Японії та Південній Кореї, Кубка африканських націй 2002 року в Малі, здобувши того року титул континентального чемпіона, розіграшу Кубка конфедерацій 2003 року у Франції, де разом з командою здобув «срібло», Кубка африканських націй 2008 року в Гані, де разом з командою здобув «срібло».

## Титули і досягнення
- Чемпіон Африки (U-21): 1995
- Олімпійський чемпіон: 2000
- Переможець Кубка африканських націй: 2002
- Срібний призер Кубка африканських націй: 2008